# Harald Neuwirth
Harald Neuwirth   (Viena, 2 de febrer de 1939 - 2023) és un pianista i compositor austríac de jazz.
Neuwirth prové d'una família musical; el compositor Gösta Neuwirth és el seu germà, la compositora Olga Neuwirth és la seva filla. Als dotze anys ja va fer concerts de piano de Mozart; va romandre fidel a la música clàssica fins als 18 anys, per tractar després amb el jazz i actuar com a pianista de jazz. Primer va estudiar dret (fins al doctorat). També va estudiar piano clàssic al "Salzburg Mozarteum" i al Conservatori de Graz.
Des de la seva fundació el 1965, Neuwirth ha estat professor a l'Institut de Jazz de l'aleshores "Musikakademie Graz" (actualment Universitat de la Música), on va ser cap de departament des del 1975 fins al 1983. Es considera "l'arquitecte" de l'educació jazzística de Graz. El 1981 fou nomenat professor titular. Com a membre fundador, va formar part del sextet d'Erich Kleinschuster, va dirigir els seus propis conjunts i va compondre o arreglar música de cinema i teatre.

## Premis
- 2012: Premi d'Art austríac per a la música.